# Манкозу, Маттео
Маттео Манкозу (итал. Matteo Mancosu; 22 декабря 1984, Кальяри) — итальянский футболист, нападающий.

## Карьера
Манкозу, играя в молодёжной команде «Скуола Кальчо Йоханнес», несколько раз проходил просмотры в «Кальяри», но в главный футбольный клуб Сардинии ему прорваться не удалось.
В 2001 году присоединился к команде Серии D «Атлетико Эльмас». За команду, которая в 2002 году была переименована в «Атлетико Кальчо», отыграл четыре сезона, забив 7 мячей в 73 матчах.
В ноябре 2004 года Манкозу спустился в Эччелленцу, присоединившись к «Нуорезе». В свой первый год, забив 14 мячей в 31 матче, внёс вклад в повышение команды в классе. В следующем сезоне за «Нуорезе» в Серии D сыграл в 23 матчах, забив 6 мячей.
Летом 2006 года перешёл в «Виллачидрезе», за который играл следующие четыре сезона. В свои первые три сезона в 91 матче в Серии D забил 43 гола, 18 из которых в сезоне 2008/09 поспособствовали продвижению клуба в верхнюю лигу. Четвёртый и последний сезон за «Виллачидрезе» сыграл уже во Втором дивизионе Лиги Про, забив 7 мячей в 22 матчах.
Впервые выбрался за пределы Сардинии в сезоне 2010/11. Выступая за «Латину» в течение сезона Второго дивизиона Лиги Про, в 20 матчах забил 5 мячей.
В сезоне 2011/12 играл за калабрийскую команду «Вигор Ламеция» во Втором дивизионе Лиги Про. Завершил сезон с 20 голами в 37 матчах.
Летом 2012 года присоединился к клубу Первого дивизиона Лиги Про «Трапани». Сицилийской команде, которая в предыдущем сезоне уже была очень близка к выходу в верхнюю лигу, помог впервые в её истории пробиться в Серию B, забив 15 раз в 29 матчах. Сезон 2013/14 Серии B закончил на первом месте в списке лучших бомбардиров с 26 мячами в 40 матчах. В первой половине сезона 2014/15 забил в 19 матчах 10 мячей.
26 января 2015 года Манкозу был приобретён «Болоньей» за €1,1 млн и заключил контракт с клубом на 2½ года. Во второй половине сезона 2014/15 Серии B отличится в 10 матчах не сумел ни разу, но вместе в клубом добился повышения в классе. В Серии А он дебютировал в возрасте 30 лет 22 августа 2015 года в матче стартового тура сезона 2015/16 против «Лацио», выигранном со счётом 2:1, в котором также забил свой первый гол в высшем дивизионе.
12 января 2016 года был отдан «Карпи» в аренду на полгода с правом выкупа и обязательством выкупа в случае, если клуб сохранит прописку в Серии А. Свой первый гол за «бьянкоросси» он забил в дебютном матче в их составе, 13 января, «Милану» в четвертьфинале Кубка Италии 2015/16, проигранном со счётом 2:1 в гостях. В конце сезона вернулся в «Болонью».
7 июля 2016 года Манкозу отправился в годичную аренду в канадский клуб MLS «Монреаль Импакт». За клуб он дебютировал 17 июля в домашнем матче против «Нью-Йорк Сити», проигранном со счётом 1:3, выйдя на замену на 64-й минуте вместо Харри Шиппа. Свой первый гол в MLS он забил 23 июля, поучаствовав в разгроме «Филадельфии Юнион» на «Стад Сапуто» со счётом 5:1. В плей-офф Кубка MLS сезона 2016 Манкозу внёс весомый вклад в достижение квебекцами финала Восточной конференции, в пяти матчах забив четыре гола. 2 марта 2017 года «Монреаль Импакт» объявил о подписании с Манкозу контракта на два года.
8 января 2019 года Манкозу присоединился к клубу итальянской Серии C «Виртус Энтелла». За лигурийскую команду дебютировал 14 января в матче Кубка Италии 2018/19 против «Ромы». В Серии C впервые сыграл 20 января в матче против «Арцакены», в котором также забил свои первые голы за «Энтеллу», оформив дубль. Летом 2021 года Манкозу покинул «Виртус Энтеллу».
В августе 2021 года Манкозу присоединился к команде Серии D «Муравера». В команде, переименованной летом 2022 года в «Коста Орьентале Сарда Саррабус-Ольястра», провёл два сезона, в которых сыграл 57 матчей и забил 20 мячей.
27 июля 2023 года Маттео Манкозу объявил о завершении футбольной карьеры.
В сентябре 2023 года Манкозу присоединился к академии «Кальяри» в качестве ассистента тренера команды до 15 лет.

## Личная жизнь
Двое младших братьев Маттео — Марко и Марчелло — также являются футболистами.

## Достижения
Индивидуальные
- Лучший бомбардир Серии B: 2013/14 (26 мячей)